# Milwaukee Bucks
O Milwaukee Bucks é um time de basquete profissional americano sediado em Milwaukee. Os Bucks competem na National Basketball Association (NBA) como membros da Divisão Central da Conferência Leste.
A equipe foi fundada em 1968 como uma equipe de expansão. Os Bucks ganharam dois títulos da liga (1971, 2021), três títulos da conferência (1971, 1974 e 2021) e 18 títulos da divisão (1971-1974, 1976, 1980-1986, 2001, 2019, 2020, 2021, 2022 e 2023). Eles apresentaram jogadores notáveis como Giannis Antetokounmpo, Kareem Abdul-Jabbar, Sidney Moncrief, Oscar Robertson, Bob Dandridge, Khris Middleton, Bob Lanier, Glenn Robinson, Ray Allen, Sam Cassell, Junior Bridgeman, Michael Redd, Terry Cummings, Vin Baker, Jon McGlocklin e Marques Johnson.
O ex-senador norte-americano, Herb Kohl, era o proprietário da equipe, mas em 16 de abril de 2014, um grupo liderado pelos gerentes bilionários, Wes Edens e Marc Lasry, concordaram em comprar uma participação majoritária na equipe, uma venda que foi aprovada pelos proprietários da NBA e seu Conselho de Governadores um mês depois. A equipe é gerenciada por Jon Horst, ex-diretor de operações de basquete da equipe, que assumiu o cargo de John Hammond em maio de 2017.

## História

### Criação de equipe
Em 22 de janeiro de 1968, a NBA concedeu uma franquia à Milwaukee Professional Sports and Services, Inc. (Milwaukee Pro), um grupo liderado por Wesley Pavalon e Marvin Fishman. Um concurso de fãs foi realizado para nomear o novo time, com a participação de mais de 40.000 fãs. Enquanto o nome mais votada foi Robins, batizada com o nome da ave do estado de Wisconsin, os juízes do concurso escolheram a segunda opção mais popular, Bucks, que era uma referência ao animal selvagem oficial de Wisconsin, o cervo de cauda branca. Um fã, R. D. Trebilcox, recebeu um carro novo por sua parte no raciocínio de por que Bucks era um bom nome, dizendo que os cervos eram "espirituosos, bons saltadores, rápidos e ágeis".
Os Bucks marcaram um retorno da NBA para Milwaukee depois de 13 anos; seu time anterior, o Milwaukee Hawks, jogou por quatro temporadas no início dos anos 50, antes de se mudar para St. Louis em 1955 (agora está em Atlanta).
Em outubro, os Bucks jogaram seu primeiro jogo na temporada regular da NBA contra o Chicago Bulls, diante de uma multidão de 8.467 na Milwaukee Arena.
Como é típico das equipes de expansão, a primeira temporada dos Bucks (1968-69) foi de dificuldade. Sua primeira vitória ocorreu no sexto jogo, quando venceram o Detroit Pistons por 134-118; eles venceram apenas mais 26 jogos em seu primeiro ano. O recorde dos Bucks naquele ano rendeu-lhes uma metade da moeda contra seus primos em expansão, o Phoenix Suns, para ver quem seria o primeiro a escolher no draft seguinte. Considerou-se uma conclusão precipitada que a primeira escolha no draft seria Lew Alcindor de UCLA. Os Bucks venceram o sorteio, mas tiveram que vencer uma guerra de lances com a novíssima American Basketball Association (ABA) para protegê-lo.

### 1969-1975: Era Kareem Abdul-Jabbar

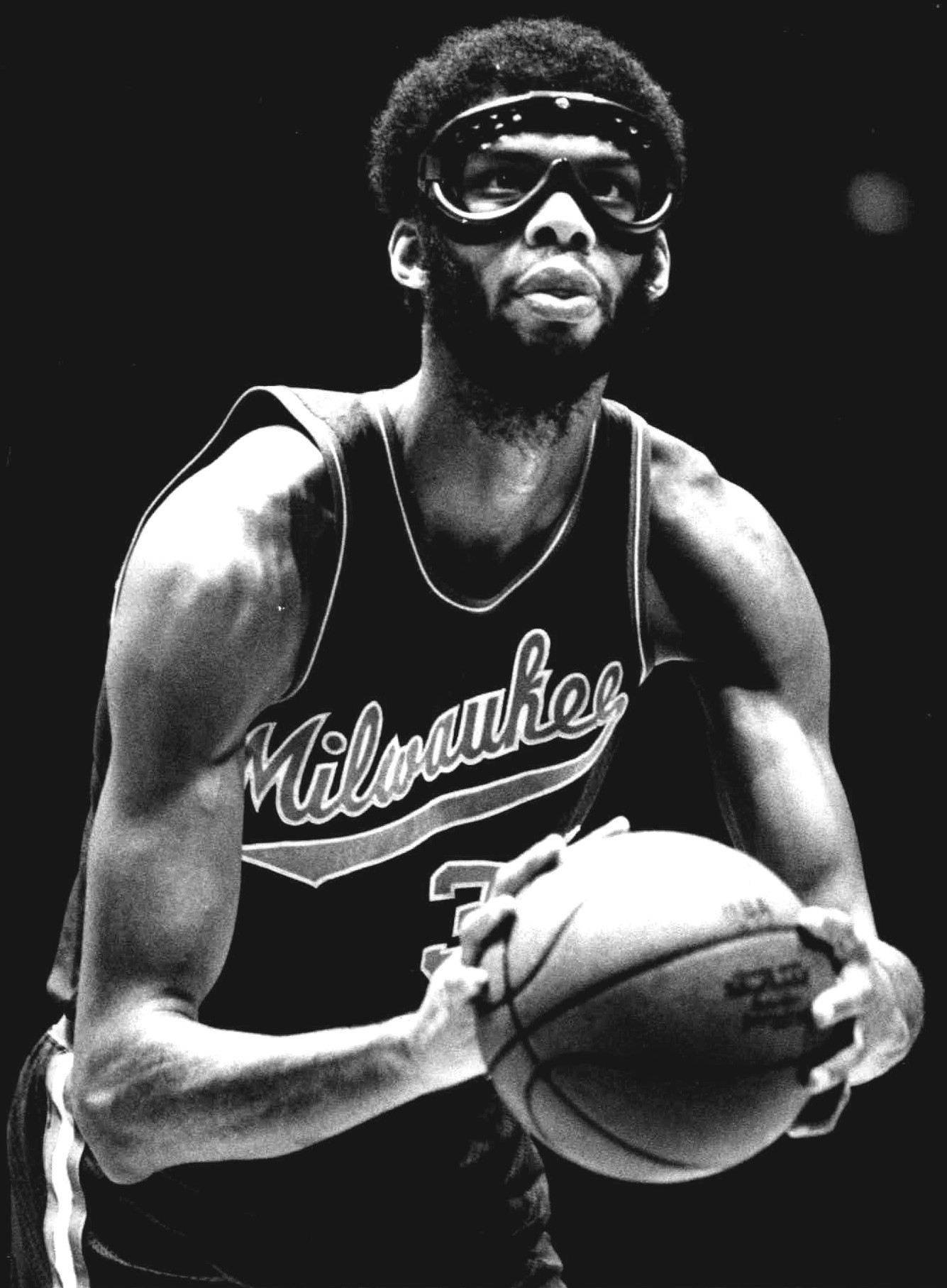
Durante suas seis temporadas nos Bucks, Abdul-Jabbar obteve médias de 30,4 pontos e 15,3 rebotes.

Apesar do golpe de sorte dos Bucks no desembarque de Alcindor, ninguém esperava o que aconteceu na temporada de 1969-70. Eles terminaram com um recorde de 56-26 - uma reversão quase exata do ano anterior e boa o suficiente para o segundo melhor campanha da liga, atrás do New York Knicks. A melhoria de 29 jogos foi a melhor da história da liga - um recorde que duraria 10 anos até que o Boston Celtics saltasse de 29 vitórias na temporada de 1978-79 para 61 vitórias na temporada de 1979-80. Os Bucks derrotaram o Philadelphia 76ers em cinco jogos nas semifinais do Leste e foram despachados pelos Knicks nas finais do Leste. Alcindor ganhou o prêmio de Novato do Ano.

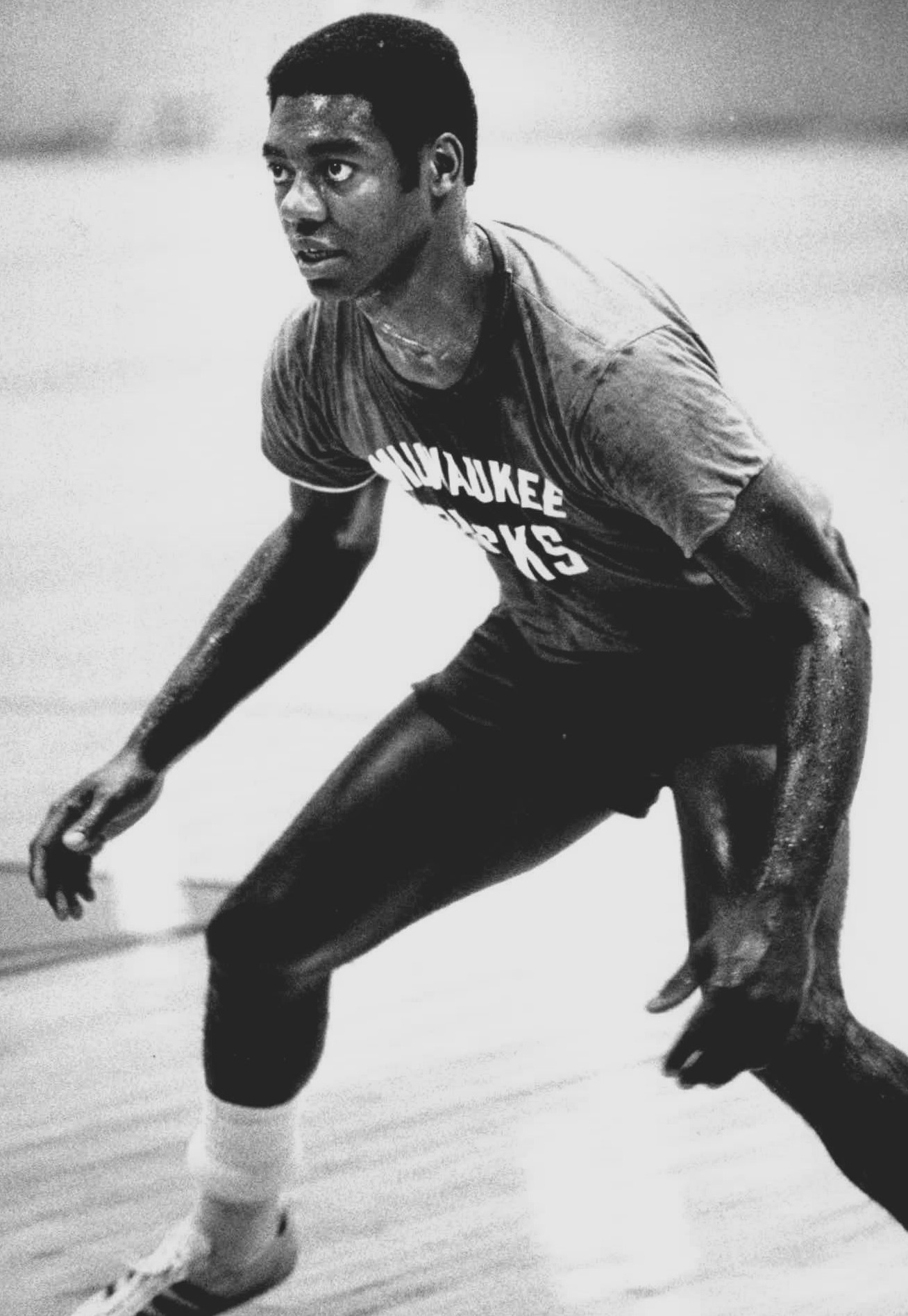
Oscar Robertson foi um membro-chave da equipe dos Bucks que foi campeã da temporada de 1970–71.

Na temporada seguinte, os Bucks receberam um presente inesperado ao adquirir Oscar Robertson, conhecido como o "Big O", em uma negociação com o Cincinnati Royals. Na terceira temporada da equipe, eles terminaram com um recorde de 66-16 - a segunda maior da história da NBA na época e ainda a maior da história da franquia. Eles venceram o título da NBA em 30 de abril de 1971, varrendo o Baltimore Bullets em quatro jogos. Ao vencer o título em apenas sua terceira temporada, os Bucks se tornaram o time de expansão a vencer um campeonato mais rápido na história do esporte norte-americano.
Os Bucks permaneceram uma potência na primeira metade da década de 1970. Em 1972, Lew Alcindor se converteu ao Islã e mudou seu nome para Kareem Abdul-Jabbar. Na Temporada de 1971–72, Milwaukee venceu os Warriors nos playoffs por 4-1, mas perdeu a final da conferência para o Los Angeles Lakers por 4-2. Em 1973, eles tiveram a sua terceira temporada consecutiva de 60 vitórias, a primeira equipe da NBA a fazer isso, mas as lesões resultaram em uma saída antecipada dos playoffs. Os Bucks voltaram as finais da NBA de 1974 contra o Boston Celtics. No sexto jogo da série, Abdul-Jabbar fez seu famoso arremesso de "sky hook" para garrantir uma vitória épica dos Bucks após duas prorrogações. Os Bucks acabaram perdendo o Jogo 7 e a série para os Celtics.
Quando a temporada de 1974-75 começou, Abdul-Jabbar sofreu uma lesão na mão e a equipe começou com um recorde de 3-3. Após seu retorno, outras lesões ocorreram em Milwaukee, enviando-os para o fundo da divisão com um recorde de 38-44. Quando a temporada terminou, Abdul-Jabbar fez o anúncio impressionante de que não queria mais jogar pelos Bucks. Desejando jogar em uma cidade maior, ele solicitou uma troca para Los Angeles ou Nova York. Os diretores da equipe não conseguiram convencê-lo do contrário e, em 16 de junho de 1975, os Bucks conseguiu uma mega troca ao enviar Abdul-Jabbar ao Lakers em troca de Elmore Smith, Junior Bridgeman, Brian Winters e David Meyers.
A troca desencadeou uma série de eventos que levaram a uma mudança de donos da equipe. O proprietário minoritário, Jim Fitzgerald, se opôs a troca e queria vender suas ações. Embora Fitzgerald fosse o maior acionista único, ele não possuía ações suficientes para controlar a equipe.

### 1976-1979: Transição de Abdul-Jabbar
Após o acordo, os Bucks tiveram várias temporadas em transição, mas a maioria desses jogadores continuaria ajudando o time. Depois de vendido para Fitzgerald e vários parceiros em 1976, os Bucks entrariam em outra era de grandeza. Tudo começou com Don Nelson, que se tornou treinador em novembro de 1976, depois que Larry Costello renunciou abruptamente. No draft de 1977, os Bucks tiveram três escolhas na primeira rodada e selecionaram Kent Benson, Marques Johnson e Ernie Grunfeld. O novato Sidney Moncrief estreou em 1979. Don Nelson ganhou dois prêmios de Treinador do Ano com os Bucks, ambos durante as temporadas em que a equipe conquistou títulos de divisão, em 1983 e 1985.
Em 18 de outubro de 1977, Abdul-Jabbar, jogando nos Lakers, deu um soco em Benson durante um jogo. Abdul-Jabbar quebrou a mão no processo e foi multado em US $ 5.000 pela NBA e perdeu os próximos 20 jogos. Enquanto isso, Benson nunca jogou de forma tão agressiva novamente e os Bucks o trocaram para o Detroit Pistons em 1980 pelo veterano Bob Lanier.
Eles conquistaram o título da Divisão Centro-Oeste em 1980. Depois de perder para o Seattle SuperSonics nas semifinais, os Bucks se mudaram para a Divisão Central da Conferência Leste.

### 1979-1990: Era Sidney Moncrief
Nos anos seguintes, eles ganharam seis títulos de divisão consecutivos. Nesses anos, os Bucks se tornaram perenes candidatos à Conferência Leste, principalmente devido ao forte desempenho de Moncrief, Marques Johnson, Paul Pressey, Craig Hodges e a chegada de Terry Cummings, Ricky Pierce e Jack Sikma de negociações com o Los Angeles Clippers e o Seattle SuperSonics, respectivamente. No entanto, os Bucks não conseguiram chegar às finais da NBA novamente, sendo eliminados pelos Celtics ou pelos Sixers.
Durante grande parte da década de 1970, as cores do Bucks eram verde, vermelho escuro e branco. Em 1978, eles adicionaram vários tons de verde aos uniformes e, em 1985, eliminaram o vermelho das cores da equipe.

#### Mudanças de dono e de arena
Em 1985, Fitzgerald e seus parceiros decidiram vender os Bucks. Ele estava com problemas de saúde e alguns de seus investidores queriam sair. Os Bucks estavam jogando na menor arena da NBA e a cidade não queria construir uma nova. O empresário de Milwaukee e futuro senador norte-americano, Herb Kohl, comprou os Bucks depois de temer que investidores de fora da cidade pudessem comprar a equipe e removê-la de Milwaukee. Antes da conclusão da transação, Lloyd Pettit e sua esposa, Jane Bradley Pettit, anunciaram que estavam doando uma nova arena chamada Bradley Center.
Em 2003, depois de considerar vender a equipe, Kohl anunciou que havia decidido não vender os Bucks para Michael Jordan e que "continuaria a possuí-los, melhorá-los e comprometê-los a permanecer em Wisconsin".
Em 21 de maio de 2012, os naming rights da Bradley Center foram vendidos à BMO Harris Bank. Depois que os herdeiros da fortuna Bradley deram sua aprovação, a arena foi renomeada como "BMO Harris Bradley Center".

### 1990-1998: Era de dificuldade
Na maior parte da década de 1990, a franquia foi atolada em mediocridade sendo comandada pelos treinadores Frank Hamblen, Mike Dunleavy e Chris Ford.
De 1991 a 1998, os Bucks sofreram um recorde de sete temporadas consecutivas com mais derrotas do que vitórias. Durante esse período, eles selecionaram Glenn Robinson com a primeira escolha geral no draft de 1994 e, em 1996, adquiriu o novato Ray Allen em uma negociação com o Minnesota Timberwolves. Ambos os jogadores teriam papéis proeminentes no ressurgimento dos Bucks durante o final dos anos 90.
Após o 25º aniversário da franquia em 1993, os Bucks revisaram seu logotipo e seus uniformes. O antigo logotipo, que apresentava um cervo de desenho animado, foi substituído por um mais realista. O esquema de cores primárias também foi alterado, quando o vermelho foi suplantado pelo roxo. Os uniformes roxos substituíram os antigos uniformes verdes.
Na temporada de 1997–98, os Bucks terminaram a sua temporada com um recorde de 36-46, não conseguindo ir para os playoffs pela sétima vez consecutiva.

### 1998–2003: Era doBig Three

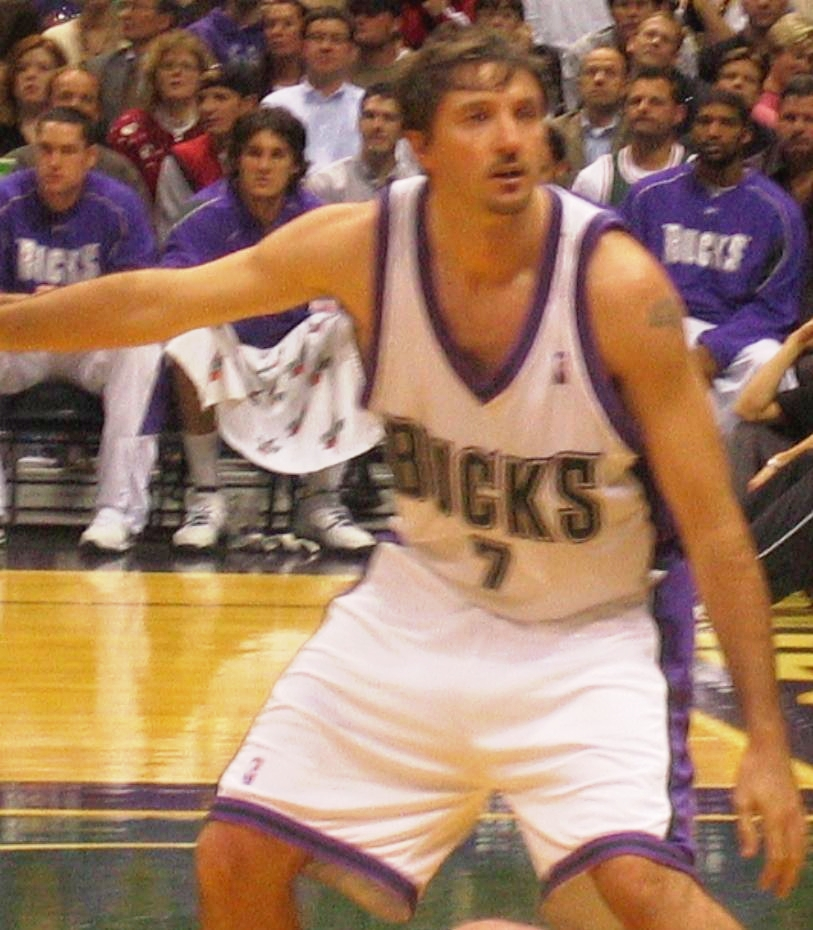
Toni Kukoč jogando pelos Bucks.

Após uma década morando na parte de baixo da classificação da NBA, os Bucks procurou dar credibilidade às suas operações de basquete. Em 1998, a equipe contratou o técnico George Karl, que havia chegado às finais da NBA com o Seattle SuperSonics. Sob a liderança de Karl e o gerente geral Ernie Grunfeld, e com a constante adição de talentos como Tim Thomas e Sam Cassell, os Bucks se tornaram uma equipe de elite na Conferência Leste. O núcleo do "Big Three" - constituído por Ray Allen, Cassell e Robinson - junto com Karl, criou uma era de renascimento bem-sucedida em Milwaukee. A equipe atingiu seu apogeu na temporada de 2000-01, vencendo 52 jogos e seu primeiro título de divisão em 15 anos. Os Bucks chegaram às finais da Conferência Leste de 2001 mas perderam em sete jogos para o Philadelphia 76ers.
A equipe procurou fazer acréscimos importantes para colocar a equipe nas finais da NBA. Por trás do forte incentivo de George Karl, eles adquiriu Anthony Mason no início da temporada de 2001-02. No papel, essa mudança fez dos Bucks o time favorito no Leste. No entanto, Mason lutou com seu peso e teve dificuldade em encontrar seu papel na equipe. Os Bucks, que no meio da temporada teve a quarta melhor campanha na Conferência Leste, caiu em fevereiro e março. O colapso culminou com uma derrota para o Detroit Pistons no último jogo da temporada, que eliminou a equipe dos playoffs e deu a divisão aos Pistons. A queda criou tensão entre Karl e os jogadores, resultando em uma troca de Glenn Robinson para Atlanta (por Toni Kukoč e uma seleção de draft que foi usada para selecionar T. J. Ford).
Durante a temporada de 2002-03, os Bucks trocaram Ray Allen e Ronald Murray para o Seattle SuperSonics em troca de Gary Payton e Desmond Mason. O negócio permitiu que o astro emergente Michael Redd visse um aumento no tempo de jogo e, com Payton na quadra de defesa, eles terminaram a temporada com um recorde de 42-40. Os Bucks foram para os playoffs mas perderam na primeira rodada para o New Jersey Nets em seis jogos. Após a temporada, a equipe perdeu o treinador e os jogadores mais responsáveis pelo sucesso da equipe.

### 2003-2009: Era Michael Redd

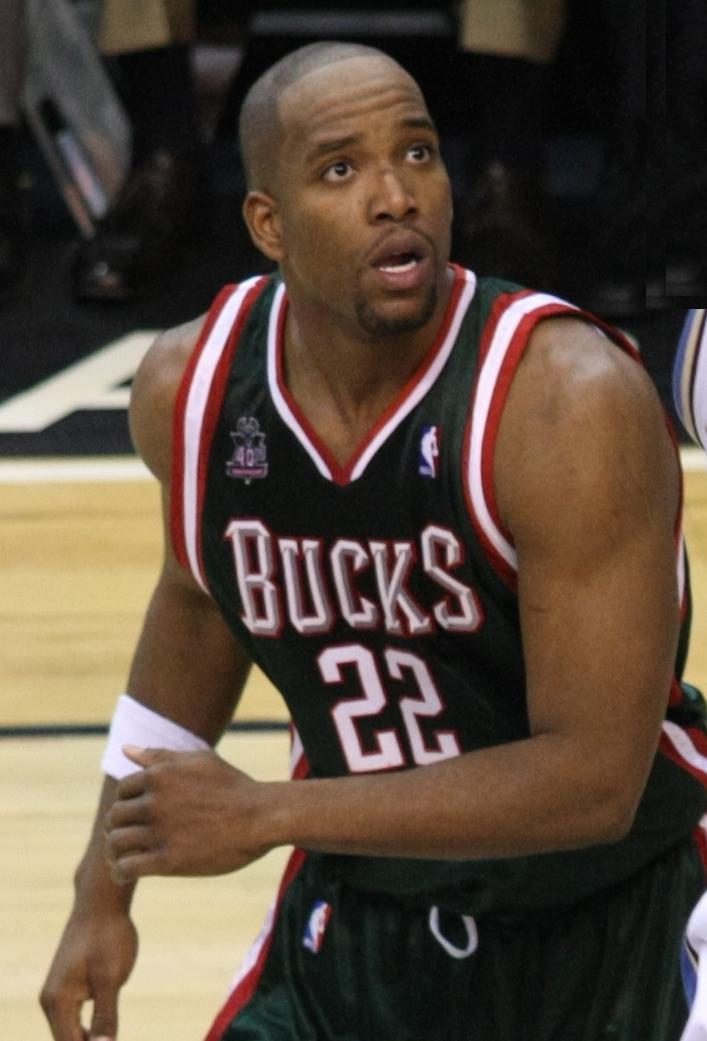
Michael Redd jogando pelos Bucks.

Sob a direção do novo gerente geral Larry Harris, os Bucks enfrentaram inconsistências e lesões pelos próximos seis anos. Durante esse período, eles chegaram aos playoffs duas vezes, primeiro com o técnico Terry Porter em 2004 e depois com Terry Stotts em 2006. Em ambos os casos, foram derrotados pelo Detroit Pistons em cinco jogos. Durante esse período, Michael Redd se transformou em uma estrela, tornando-se o novo "rosto da franquia".
Os Bucks tiveram a primeira escolha no draft de 2005 e selecionaram Andrew Bogut. Bogut lutou com as lesões nos primeiros quatro anos em Milwaukee, mas com o tempo se tornou um dos principais contribuintes da equipe.
Na temporada de 2005–06, o time terminou com um recorde de 40-42, o último em sua divisão, 24 jogos atrás do Detroit, mas ainda foram para os playoffs em uma temporada em que todos os times de sua divisão se classificaram. Eles foram eliminados pelos Pistons por 4-1. Após a temporada, os Bucks anunciaram que não renovariam o contrato do gerente geral Larry Harris, que expiraria em junho. A equipe contratou John Hammond, ex-vice-presidente de operações de basquete dos Pistons, como seu novo gerente geral, dando à equipe de Milwaukee um novo diretor recentemente associado ao sucesso.
Em 26 de junho de 2008, os Bucks selecionaram Joe Alexander da Virgínia Ocidental como a oitava escolha geral do draft de 2008. Alexander foi o primeiro jogador nascido em Taiwan na NBA.

### 2009–2013: Chegada de Brandon Jennings

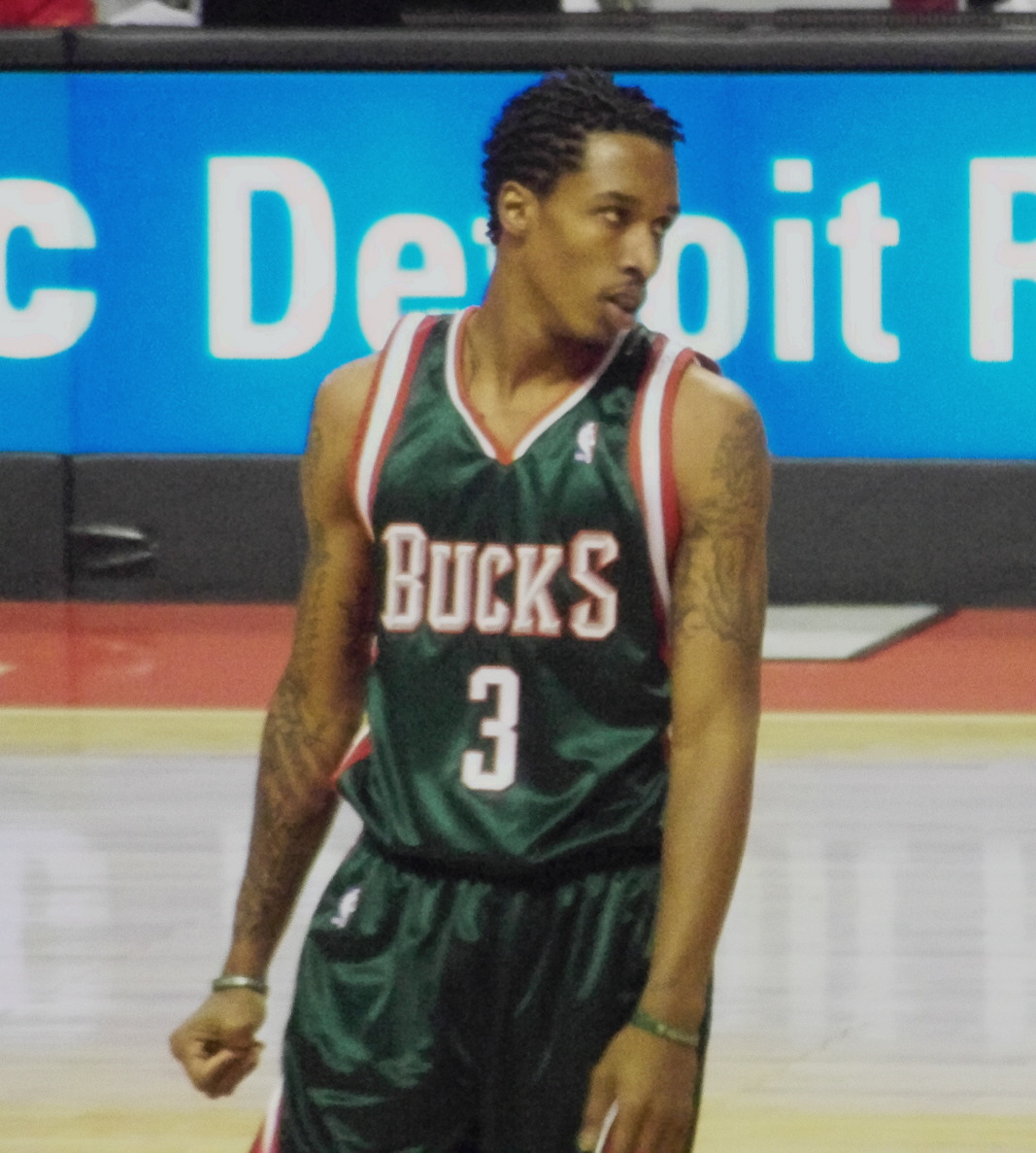
Brandon Jennings nos Bucks.

No draft de 2009, os Bucks selecionaram o armador Brandon Jennings, que não havia feito universidade, mas jogado na Itália no ano anterior. A chegada de Jennings, juntamente com a melhoria de Andrew Bogut e de Ersan İlyasova, fizeram com que a equipe fosse um candidato aos playoffs. A equipe conquistou uma vaga nos playoffs em 6 de abril de 2010, com uma vitória sobre o Chicago Bulls. Foi durante esse período que a frase "Fear the Deer" começou, provavelmente sendo feita por um comentarista da ESPN, e foi adotada em fóruns e tornou-se o grito de guerra da equipe nos playoffs da NBA. Os Bucks terminaram a temporada regular com um recorde de 46-36 e foram eliminados na primeira rodada contra o Atlanta Hawks. Foi o ponto mais longe que Milwaukee chegou na pós-temporada desde 2001.
Na temporada de 2010-11, os Bucks terminaram em nono na Conferência Leste, fora do alcance dos playoffs.
Com Bogut fora pelo resto da temporada e Stephen Jackson brigando com o técnico Scott Skiles, a equipe decidiu trocar os dois jogadores. Em 13 de março de 2012, 48 horas antes do prazo, os Bucks mandaram Bogut e Jackson para o Golden State Warriors em troca de Monta Ellis, Ekpe Udoh e Kwame Brown.
Após 32 jogos da temporada de 2012–13, a equipe demitiu Skiles, seu treinador desde 2008. Jim Boylan foi anunciado como treinador interino e levou os Bucks a um recorde de 38-44. A equipe se classificou para os playoffs mas foram rapidamente derrotados por 4-0 pelo Miami Heat.

### 2013–Presente: Era Giannis Antetokounmpo

#### 2013–2014: Sob o comando de Larry Drew

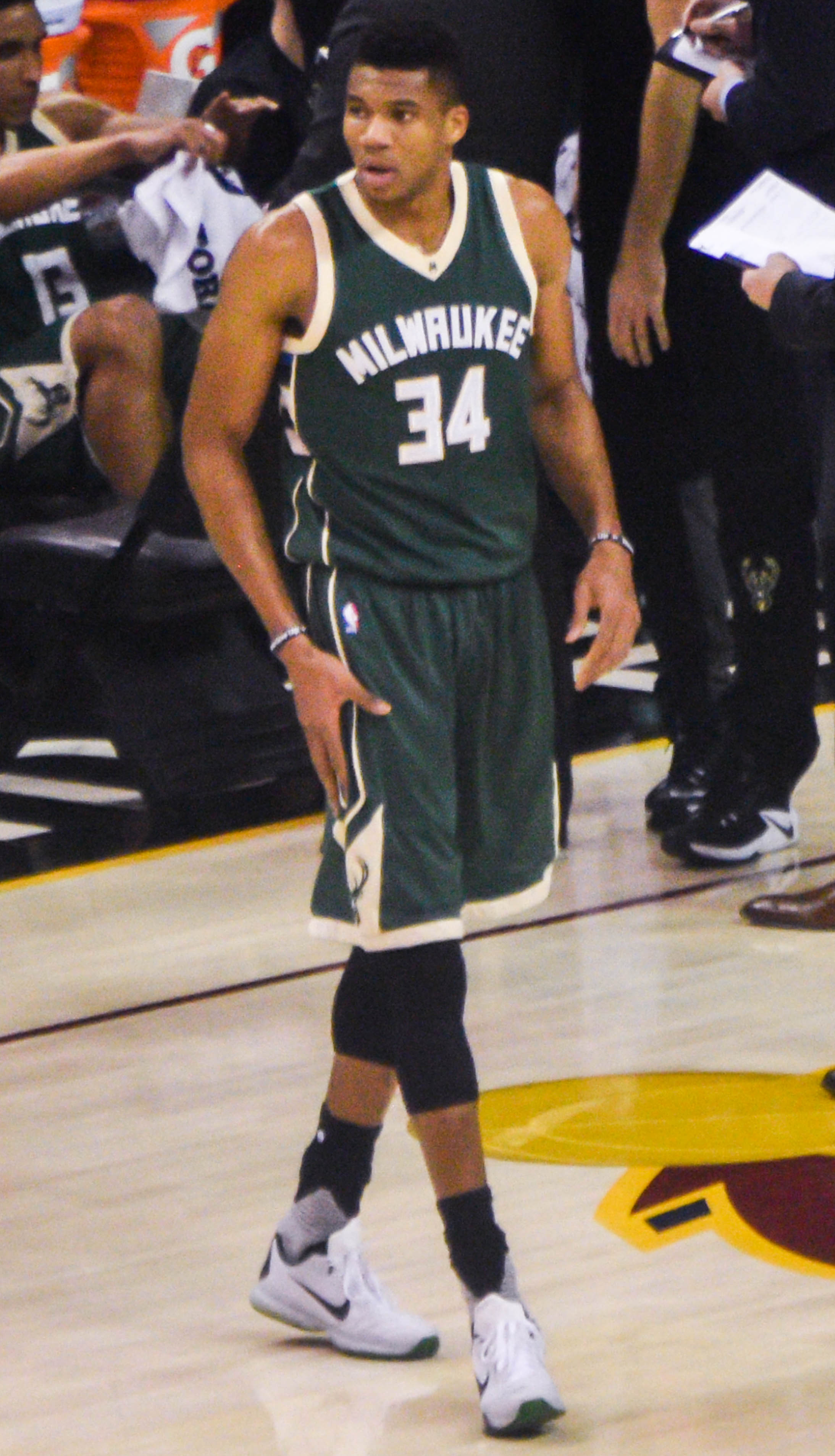
Giannis Antetokounmpo jogando pelos Bucks.

Jim Boylan foi dispensado de suas funções de treinador e o ex-técnico do Atlanta Hawks, Larry Drew, foi contratado. Em 27 de junho de 2013, os Bucks selecionaram o grego Giannis Antetokounmpo como a 15ª escolha geral do draft de 2013.
No início da temporada de 2013-14, os Bucks tinham apenas quatro jogadores de sua equipe da temporada anterior. A temporada foi de dificuldade com a equipe tendo o pior recorde da história da equipe com 15-67.
Em 16 de abril de 2014, o antigo dono dos Bucks, Herb Kohl, concordou em vender a sua participação majoritária da equipe aos bilionários de Nova York, Wes Edens e Marc Lasry, por US $ 550 milhões, mas Kohl ainda mantém uma participação minoritária significativa na equipe. Espera-se que os novos proprietários mantenham a equipe em Milwaukee e também contribuiriam com US $ 100 milhões para a construção de uma nova arena para a franquia.
Em 26 de junho de 2014, os Bucks selecionaram Jabari Parker de Duke como a segunda escolha geral do draft de 2014.

#### 2014–2018: Sob o comando de Jason Kidd
Em 1 de julho de 2014, o Milwaukee Bucks contratou Jason Kidd para ser o seu novo técnico. Com as muitas mudanças nos Bucks, dentro e fora de quadra, o novo slogan da equipe para a temporada de 2014-15 se tornou "Own The Future".
A equipe terminou a temporada de 2014-15 com um recorde de 41–41. Sua melhoria de 26 jogos em relação à temporada anterior foi a segunda maior da história da franquia. Eles se classificaram para os playoffs como a 6ª melhor campanha na Conferência Leste mas foram eliminados pelo Chicago Bulls na primeira rodada.
Em 6 de julho de 2015, o presidente dos Bucks, Peter Feigin, declarou que, se o financiamento público para uma nova arena cair, a NBA poderá comprar a equipe e transferi-la para Las Vegas ou Seattle. Os atuais donos dos Bucks, Wes Edens, Marc Lasry e Jamie Dinan, combinaram-se com Herb Kohl para prometer US $ 250 milhões para uma nova arena e buscaram uma partida do público. Desses fundos, US $ 93 milhões viriam do Wisconsin Center District na forma de novas dívidas para os cidadãos de Milwaukee. O distrito não começaria a reembolsar os títulos até 13 anos depois.
Em 15 de julho de 2015, o futuro dos Bucks em Milwaukee foi solidificado depois que o Senado do Estado de Wisconsin votou a favor de uma proposta de uso de dinheiro público para ajudar a financiar uma nova arena. A nova arena substituiria o BMO Harris Bradley Center, que na época era a terceira mais antiga a ser usada por uma equipe da NBA, atrás do Oracle Arena e do Madison Square Garden. O Bradley Center foi inaugurado em 1988 e havia sido usado pelos Bucks por 27 temporadas consecutivas.
Na quadra, o elenco jovem do Bucks deu um passo atrás, alcançando um recorde de 33-49 na temporada de 2015-16, embora Giannis Antetokounmpo tenha tido um melhora encorajadora na metade final da temporada, acumulando 5 triplos duplos.
Em 19 de setembro de 2016, os Bucks e Giannis Antetokounmpo concordaram com uma extensão de contrato de US $ 100 milhões em 4 anos. Em 8 de abril de 2017, os Bucks venceram o Philadelphia 76ers por 90-82, conquistando uma vaga nos playoffs. Em 10 de abril, os Bucks venceu o Charlotte Hornets por 89-79 e conquistou apenas a terceira temporada vencedora da equipe desde 2001. A equipe terminou a temporada de 2016-17 com um recorde de 42-40. Antetokounmpo fez história, tornando-se o quinto jogador da NBA a liderar seu time nas cinco principais categorias estatísticas e foi o primeiro na história da NBA a terminar entre os 20 primeiros na liga em cada categoria. Os Bucks perdeu na rodada de abertura para o Toronto Raptors por 4-2.
Em 22 de janeiro de 2018, a equipe demitiu Jason Kidd, que tinha um recorde de 23-22 na temporada de 2017-18. O técnico assistente, Joe Prunty, foi anunciado como substituto de Kidd em caráter provisório pelo resto da temporada. Prunty terminou a temporada com um recorde de 21-16, levando a equipe a um recorde geral de 44-38, o melhor desde a temporada de 2009-10. Os Bucks foram eliminados na primeira rodada pelo Boston Celtics por 4-3.

#### 2018–Presente: Sob o comando de Mike Budenholzer
Em 17 de maio de 2018, os Bucks anunciaram o ex-técnico do Atlanta Hawks, Mike Budenholzer, como seu novo técnico.
Em 26 de agosto de 2018, a nova arena dos Bucks, Fiserv Forum, foi aberta ao público.
Os Bucks terminaram a temporada de 2018-19 com um recorde de 60-22, a quinta temporada de 60 vitórias na história da franquia. Eles também terminaram com o melhor recorde da liga pela segunda vez na história da franquia, igualando a temporada de 1970-71. Isso garantiu a eles vantagem em quadra em casa em qualquer série de playoffs pela primeira vez desde 2001 e apenas pela segunda vez no novo milênio. Eles eliminaram o Detroit Pistons e o Boston Celtics para chegar à sua primeira final de conferência desde 2001, onde perderam para o eventual campeão da liga, Toronto Raptors, em seis jogos. Após a temporada, Giannis Antetokounmpo foi nomeado o MVP da liga.
Na temporada de 2019-20, os Bucks conquistaram uma vaga nos playoffs após o 56º jogo da temporada regular da equipe, tornando-se o time mais rápido a conquistar um lugar nos playoffs medido pelo número de jogos disputados e pela data do calendário (23 de fevereiro) desde que a NBA mudou seu formato de playoff em 1984. Após a suspensão da temporada, os Bucks foram uma das 22 equipes convidadas para a Bolha da NBA para participar dos últimos 8 jogos da temporada regular. Em 26 de agosto, os jogadores dos Bucks se recusaram a jogar em sua partida de playoff contra o Orlando Magic após o assassinato de Jacob Blake pela polícia. Antetokounmpo recebeu seu segundo prêmio consecutivo de MVP após os Bucks perder nas semifinais dos playoffs para o Miami Heat. Durante a primeira posse do primeiro jogo da temporada de 2020-21 contra o Detroit Pistons em 6 de janeiro, ambas as equipes se ajoelharam em protesto ao anúncio de que acusações criminais não seriam feitas contra policiais no assassinato de Blake. Os Bucks seguraram a bola por sete segundos em referência aos sete tiros de Blake.
Durante a offseason, os Bucks assinaram uma extensão de contrato de 5 anos e US$ 228 milhões com Giannis Antetokounmpo, o maior contrato da história da NBA. A equipe também fez uma troca que resultou em Eric Bledsoe e George Hill sendo enviados para o New Orleans Pelicans e recebendo Jrue Holiday. Os Bucks também reforçaram seu banco com as contratações de Bobby Portis e Bryn Forbes. Na temporada de 2020-21, os Bucks conquistaram a terceira colocação na Conferência Leste com um recorde de 46-26, bem como o terceiro título consecutivo da Divisão Central. Durante a temporada, os Bucks adquiriram P. J. Tucker para fortalecer ainda mais sua defesa para os playoffs.
Nos playoffs de 2021, os Bucks começaram derrotando o Heat em quatro jogos na primeira rodada. Eles então derrotaram o Brooklyn Nets (liderados por Kevin Durant, Kyrie Irving e James Harden) em sete jogos nas semifinais da conferência. Eles então derrotaram o Atlanta Hawks em seis jogos nas finais da conferência para garantir sua terceira aparição nas finais da NBA na história da franquia e a primeira desde 1974. Nas finais da NBA, os Bucks enfrentaram o Phoenix Suns e venceram as finais da NBA por 4-2. Giannis Antetokounmpo foi nomeado MVP das Finais depois de ter médias de 35,2 pontos, 13,2 rebotes, 5,0 assistências, 1,2 roubadas de bola e 1,8 bloqueios na série, incluindo um desempenho de 50 pontos na vitória por 105-98 no Jogo 6.

## Donos
Os seguintes indivíduos e grupos estão entre os proprietários do Bucks:
- Jamie Dinan, gerente de fundos e fundador da York Capital Management.
- Wes Edens, co-fundador do Fortress Investment Group LLC.
- Giacamo Falluca, CEO da Pizza Palermo.
- Michael D. Fascitelli, ex-CEO da Vornado Realty Trust.
- Jon Hammes, fundador e sócio-gerente da Hammes Company.
- Jeffrey A. Joerres, presidente executivo do ManpowerGroup.
- Jim Kacmarcik, Presidente da Kapco, uma empresa de estampagem de metal em Grafton, Wisconsin.
- Craig Karmazin, CEO da Good Karma Brands.
- Ted Kellner, presidente do conselho e CEO da Fiduciary Management, Inc. e ex-diretor do Marshall & Ilsley Corporation.
- Gale Klappa, Presidente Executivo da Wisconsin Energy Corporation.
- Michael Kocourek, Presidente da Mid Oaks Investments.
- Herb Kohl, ex-senador dos Estados Unidos em Wisconsin e ex-proprietário majoritário dos Bucks
- Marc Lasry, CEO e co-fundador do Avenue Capital Group.
- Keith Mardak, Presidente e CEO da Hal Leonard Corporation, uma empresa de partituras.
- Agustin Ramirez, presidente executivo da HUSCO International Inc., sediada em Waukesha
- Austin Ramirez, Presidente e CEO da HUSCO International.
- Adam Stern, proprietário minoritário do Milwaukee Brewers, diretor administrativo e chefe de desenvolvimento de negócios da Aristeia Capital, uma empresa de gerenciamento de ativos da cidade de Nova York.
- Marc Stern, proprietário minoritário do Milwaukee Brewers e presidente do TCW Group Inc.
- Teddy Werner, vice-presidente de desenvolvimento de negócios da Milwaukee Brewers e filho do presidente do Boston Red Sox, Tom Werner.
- Aaron Rodgers, jogador de futebol americano do Green Bay Packers da National Football League (NFL).

## Mascote
O mascote oficial dos Bucks é o Bango. A palavra "Bango" foi originalmente criada por Eddie Doucette, o locutor oficial dos Bucks. Doucette usava a palavra sempre que um jogador dos Bucks fazia uma cesta de longo alcance. Quando chegou a hora do Bucks escolher um nome para seu novo mascote, o nome "Bango" venceu o concurso.
Bango é o mascote oficial do Bucks desde 18 de outubro de 1977. Ele trabalhou duro para se tornar popular entre os fãs em todo o estado de Wisconsin ao longo dos anos, aparecendo em escolas, desfiles e festivais como um embaixador da equipe. Seus layouts acrobáticos, rebotes ousados e outras palhaçadas divertidas ainda desempenham um papel importante na energização dos fãs do Bucks no BMO Harris Bradley Center. Desde 2001, Bango também fez aparições perenes no NBA All-Star Game.

## Jogadores

### Direitos de draft retidos
Os 76ers detêm os direitos de draft para os seguintes picks de draft não assinados que jogam fora da NBA. Um jogador sorteado, seja um recrutador internacional ou um recruta da faculdade que não seja assinado pela equipe que o recrutou, tem permissão para assinar com qualquer equipe que não seja da NBA. Nesse caso, a equipe reterá os direitos de draft do jogador na NBA até um ano após o término do contrato do jogador com a equipe que não pertence à NBA. Esta lista inclui direitos de draft que foram adquiridos de negociações com outras equipes.
| Draft | Rodada | Escolha | Jogador             | Pos. | Nacionalidade | Time atual                    | Notas                       | Ref    |
| ----- | ------ | ------- | ------------------- | ---- | ------------- | ----------------------------- | --------------------------- | ------ |
| 2022  | 2      | 58      | Hugo Besson         | G    | França        | Pallacanestro Varese (Itália) | Adquirido do Indiana Pacers | [ 80 ] |
| 2015  | 2      | 59      | Dimitrios Agravanis | F/C  | Grécia        | AEK (Grécia)                  | Adquirido do Atlanta Hawks  | [ 81 ] |

### Números aposentados
| No. | Jogador             | Posição | Tempo               | Data                   |
| --- | ------------------- | ------- | ------------------- | ---------------------- |
| 1   | Oscar Robertson     | G       | 1970–1974           | 18 de Outubro de 1974  |
| 2   | Junior Bridgeman    | F       | 1975–1984 1986–1987 | 17 de Janeiro de 1988  |
| 4   | Sidney Moncrief     | G       | 1979–1990           | 6 de Janeiro de 1990   |
| 8   | Marques Johnson     | F       | 1977–1984           | 24 de Março de 2019    |
| 10  | Bob Dandridge       | F       | 1969–1977 1981      | 7 de Março de 2015     |
| 14  | Jon McGlocklin      | G       | 1968–1976           | 10 de Dezembro de 1976 |
| 16  | Bob Lanier          | C       | 1980–1984           | 4 de Dezembro de 1984  |
| 32  | Brian Winters       | G       | 1975–1983           | 28 de Outubro de 1983  |
| 33  | Kareem Abdul-Jabbar | C       | 1969–1975           | 24 de Abril de 1993    |

## Estatísticas gerais
Estatísticas atualizadas em 15 de março de 2025.

### Jogos
| #   | País           | Nome                  | Período                         | Jogos |
| --- | -------------- | --------------------- | ------------------------------- | ----- |
| 1.  | Grécia         | Giannis Antetokounmpo | 2013–                           | 859   |
| 2.  | Estados Unidos | Khris Middleton       | 2013–2025                       | 735   |
| 3.  | Estados Unidos | Junior Bridgeman      | 1974–1984                       | 711   |
| 4.  | Estados Unidos | Sidney Moncrief       | 1979–1989                       | 695   |
| 5.  | Estados Unidos | Bob Dandridge         | 1969–1977; 1981–1982            | 618   |
| 6.  | Estados Unidos | Jon McGlocklin        | 1968–1976                       | 595   |
| 7.  | Turquia        | Ersan İlyasova        | 2006–2007; 2009–2015; 2018–2020 | 583   |
| 8.  | Estados Unidos | Brian Winters         | 1975–1983                       | 582   |
| 9.  | Estados Unidos | Paul Pressey          | 1982–1990                       | 580   |
| 10. | Estados Unidos | Michael Redd          | 2000–2011                       | 578   |

### Pontos
| #   | País           | Nome                  | Período              | Pontos |
| --- | -------------- | --------------------- | -------------------- | ------ |
| 1.  | Grécia         | Giannis Antetokounmpo | 2013–                | 20.538 |
| 2.  | Estados Unidos | Kareem Abdul-Jabbar   | 1969–1975            | 14.211 |
| 3.  | Estados Unidos | Khris Middleton       | 2013–2025            | 12.586 |
| 4.  | Estados Unidos | Glenn Robinson        | 1994–2002            | 12.010 |
| 5.  | Estados Unidos | Sidney Moncrief       | 1979–1989            | 11.594 |
| 6.  | Estados Unidos | Michael Redd          | 2000–2011            | 11.555 |
| 7.  | Estados Unidos | Bob Dandridge         | 1969–1977; 1981–1982 | 11.478 |
| 8.  | Estados Unidos | Marques Johnson       | 1977–1984            | 10.980 |
| 9.  | Estados Unidos | Junior Bridgeman      | 1974–1984            | 9.892  |
| 10. | Estados Unidos | Brian Winters         | 1975–1983            | 9.743  |

### Rebotes
| #   | País           | Nome                  | Período                         | Rebotes |
| --- | -------------- | --------------------- | ------------------------------- | ------- |
| 1.  | Grécia         | Giannis Antetokounmpo | 2013–                           | 8.530   |
| 2.  | Estados Unidos | Kareem Abdul-Jabbar   | 1969–1975                       | 7.161   |
| 3.  | Estados Unidos | Bob Dandridge         | 1969–1977; 1981–1982            | 4.497   |
| 4.  | Estados Unidos | Marques Johnson       | 1977–1984                       | 3.923   |
| 5.  | Austrália      | Andrew Bogut          | 2005–2012                       | 3.810   |
| 6.  | Estados Unidos | Terry Cummings        | 1984–1989                       | 3.758   |
| 7.  | Estados Unidos | Khris Middleton       | 2013–2025                       | 3.598   |
| 8.  | Estados Unidos | Glenn Robinson        | 1994–2002                       | 3.519   |
| 9.  | Estados Unidos | Sidney Moncrief       | 1979–1989                       | 3.447   |
| 10. | Turquia        | Ersan İlyasova        | 2006–2007; 2009–2015; 2018–2020 | 3.343   |

### Assistências
| #   | País           | Nome                  | Período              | Assistências |
| --- | -------------- | --------------------- | -------------------- | ------------ |
| 1.  | Grécia         | Giannis Antetokounmpo | 2013–                | 4.288        |
| 2.  | Estados Unidos | Paul Pressey          | 1982–1990            | 3.272        |
| 3.  | Estados Unidos | Khris Middleton       | 2013–2025            | 2.990        |
| 4.  | Estados Unidos | Sidney Moncrief       | 1979–1989            | 2.689        |
| 5.  | Estados Unidos | Brian Winters         | 1975–1983            | 2.479        |
| 6.  | Estados Unidos | Quinn Buckner         | 1976–1982            | 2.391        |
| 7.  | Estados Unidos | Sam Cassell           | 1998–2003            | 2.269        |
| 8.  | Estados Unidos | Oscar Robertson       | 1970–1974            | 2.156        |
| 9.  | Estados Unidos | Kareem Abdul-Jabbar   | 1969–1975            | 2.008        |
| 10. | Estados Unidos | Bob Dandridge         | 1969–1977; 1981–1982 | 1.956        |

## Treinadores
|    |                   |               | Temporada Regular | Temporada Regular | Temporada Regular | Playoffs | Playoffs | Playoffs |                                                                 |             |
| #  | Nome              | Tempo         | J                 | V                 | D                 | J        | V        | D        | Conquistas                                                      | Referências |
| 1  | Larry Costello    | 1968–1976     | 674               | 410               | 264               | 60       | 37       | 23       | 1 título (1971)                                                 | [ 83 ]      |
| 2  | Don Nelson        | 1976–1987     | 884               | 540               | 344               | 88       | 42       | 46       | Treinador do Ano da NBA (1983, 1985)                            | [ 84 ]      |
| 3  | Del Harris        | 1987–1991     | 345               | 191               | 154               | 21       | 6        | 15       |                                                                 | [ 85 ]      |
| 4  | Frank Hamblen     | 1991–1992     | 65                | 23                | 42                | —        | —        | —        |                                                                 | [ 86 ]      |
| 5  | Mike Dunleavy     | 1992–1996     | 328               | 107               | 221               | —        | —        | —        |                                                                 | [ 87 ]      |
| 6  | Chris Ford        | 1996–1998     | 164               | 69                | 95                | —        | —        | —        |                                                                 | [ 88 ]      |
| 7  | George Karl       | 1998–2003     | 378               | 205               | 173               | 32       | 14       | 18       |                                                                 | [ 89 ]      |
| 8  | Terry Porter      | 2003–2005     | 164               | 71                | 93                | 5        | 1        | 4        |                                                                 | [ 90 ]      |
| 9  | Terry Stotts      | 2005–2007     | 146               | 63                | 83                | 5        | 1        | 4        |                                                                 | [ 91 ]      |
| 10 | Larry Krystkowiak | 2007–2008     | 100               | 31                | 69                | —        | —        | —        |                                                                 | [ 92 ]      |
| 11 | Scott Skiles      | 2008–2013     | 344               | 162               | 182               | 7        | 3        | 4        |                                                                 | [ 93 ]      |
| 12 | Jim Boylan        | 2013          | 50                | 22                | 28                | 4        | 0        | 4        |                                                                 | [ 94 ]      |
| 13 | Larry Drew        | 2013–2014     | 82                | 15                | 67                | －       | －       | －       |                                                                 | [ 95 ]      |
| 14 | Jason Kidd        | 2014–2018     | 291               | 139               | 152               | 12       | 4        | 8        |                                                                 | [ 96 ]      |
| 15 | Joe Prunty        | 2018          | 37                | 21                | 16                | 7        | 3        | 4        |                                                                 | [ 97 ]      |
| 16 | Mike Budenholzer  | 2019–2023     | 391               | 271               | 120               | 65       | 39       | 26       | Treinador do Ano da NBA da Temporada de 2018–19 1 título (2021) | [ 98 ]      |
| 17 | Adrian Griffin    | 2024          | 43                | 30                | 13                | －       | －       | －       |                                                                 | [ 99 ]      |
| 18 | Doc Rivers        | 2024–Presente | 36                | 17                | 19                | 6        | 2        | 4        |                                                                 | [ 100 ]     |

## General manager
| Nome           | Tempo         |
| -------------- | ------------- |
| John Erickson  | 1968–1970     |
| Ray Patterson  | 1970–1972     |
| Wayne Embry    | 1972–1977     |
| Don Nelson     | 1977–1987     |
| Del Harris     | 1987–1992     |
| Mike Dunleavy  | 1992–1997     |
| Bob Weinhauer  | 1997–1999     |
| Ernie Grunfeld | 1999–2003     |
| Larry Harris   | 2003–2008     |
| John Hammond   | 2008–2017     |
| Jon Horst      | 2017–Presente |

## Arenas
- Milwaukee Arena / Mecca Arena (1968–1988, mais um jogo comemorativo na temporada de 2017–18)
- Bradley Center (1988–2018)
- Fiserv Forum (2018 – Presente)

## Rádio e televisão
Desde a temporada de 2007-08, todos os jogos dos Bucks que não são transmitidos nacionalmente foram ao ar exclusivamente na televisão a cabo regional pela Fox Sports Wisconsin. Em 2018, o Bucks concordou com uma extensão de sete anos com a rede. Jogos selecionados também são transmitidos no feed FS Wisconsin Plus.

Desde 1986, Jim Paschke é o locutor oficial da televisão com o ex-jogador, Jon McGlocklin, fornecendo comentários para a equipe de 1976 a 2018. O ex-jogador, Marques Johnson, também esteve no estande de jogos selecionados, mas se tornou o novo comentarista permanente na temporada de 2018-19, quando a equipe se mudou para o Fiserv Forum.